# FAN FM Rzeszów
FAN FM Rzeszów  – lokalna rozgłośnia radiowa, nadająca na częstotliwości 98,4 MHz i 92,6 MHz, od 1993 do 30 stycznia 2005 roku. 
Rozgłośnia do 2002 nadawała swój program oddzielnie dla Rzeszowa i Jasła oraz Krosna. Pierwotnie miała swoją siedzibę w Jaśle, w późniejszym okresie działalności została przeniesiona do Rzeszowa. Pod koniec stycznia 2005, FAN FM zakończyło działalność, zastąpiło je Radio Eska.
Radio funkcjonowało w internecie do 2006.